# Przedecz (gromada)
Przedecz – dawna gromada, czyli najmniejsza jednostka podziału terytorialnego Polskiej Rzeczypospolitej Ludowej w latach 1954–1972.
Gromady, z gromadzkimi radami narodowymi (GRN) jako organami władzy najniższego stopnia na wsi, funkcjonowały od reformy reorganizującej administrację wiejską przeprowadzonej jesienią 1954 do momentu ich zniesienia z dniem 1 stycznia 1973, tym samym wypierając organizację gminną w latach 1954–1972.
Gromadę Przedecz z siedzibą GRN w mieście Przedczu (nie wchodzącym w jej skład) utworzono – jako jedną z 8759 gromad na obszarze Polski – w powiecie włocławskim w woj. bydgoskim, na mocy uchwały nr 24/17 WRN w Bydgoszczy z dnia 5 października 1954. W skład jednostki weszły obszary dotychczasowych gromad Katarzyna, Żarowo, Zalesie, Rybno i Arkuszewo ze zniesionej gminy Przedecz w tymże powiecie. Dla gromady ustalono 23 członków gromadzkiej rady narodowej.
31 grudnia 1959 do gromady Przedecz włączono obszar zniesionej gromady Dziwie w tymże powiecie.
31 grudnia 1961 do gromady Przedecz włączono wsie Broniszewo, Chrustowo i Rogóźno oraz miejscowości Broniszewo Folwark, Dziewczepólko Majątek, Przybranowo i Zbijewo Kolonia ze zniesionej gromady Cetty w tymże powiecie.
1 stycznia 1969 do gromady Przedecz włączono grunty rolne o powierzchni ogólnej 602,00 ha z miasta Przedcza w tymże powiecie.
1 stycznia 1972 z gromady Przedecz wyłączono tereny o powierzchni ogólnej 179,12 ha, włączając je do miasta Przedcza w tymże powiecie; z miasta Przedcza do gromady Przedecz włączono natomiast tereny o powierzchni ogólnej 41,46 ha.
Gromada przetrwała do końca 1972 roku, czyli do kolejnej reformy gminnej. 1 stycznia 1973 w powiecie włocławskim reaktywowano gminę Przedecz (od 1999 gmina Przedecz znajduje się w powiecie kolskim w woj. wielkopolskim).